# Nykøbing Falster Håndboldklub
El Nykøbing Falster Håndboldklub es un club de balonmano femenino de la localidad danesa de Nykøbing Falster. En la actualidad juega en la Liga de Dinamarca de balonmano femenino.

## Palmarés
- Liga de Dinamarca de balonmano femenino (1):
  - 2017
- Copa de Dinamarca (1):
  - 2018
- Supercopa de Dinamarca (1):
  - 2017

## Plantilla 2024-25
| Porteras - 1 Sofie Börjesson - 12 Catharina Fiskerstrand Borch - 32 Cecilie Greve Extremos izquierdos - 21 Matilde Vestergaard - 22 Zoë Sprengers Extremos derechos - 10 Charlotte Lund Mikkelsen - 11 Rosa Skovlund Schmidt - 20 Maja Magnussen Laterales izquierdos - 08 Stine Eiberg - 26 Mona Obaidli - 49 Aimée von Pereira | Centrales - 07 Amalie Wulff - 79 Kristina Kristiansen Laterales derechos - 06 Moa Högdahl - 18 Alberte Kielstrup Madsen Pivotes - 02 Caroline Aar - 29 Julie Seeberg - 34 Sofie Bardrum |